# ترزا دیکیرو
ترزا دیکیرو (انگلیسی: Thérèse Desqueyroux) فیلمی درام به کارگردانی کلود میلر است. این فیلم آخرین فیلم کلود میلر و به عنوان فیلم اختتامیه جشنواره فیلم کن ۲۰۱۲ در بخش خارج از مسابقه به نمایش درآمد.